# 욕망의 거리 (1990년 영화)
《욕망의 거리》(Backstreet Dreams)는 미국에서 제작된 루퍼트 히지그 감독의 1990년 드라마 영화이다. 브룩 쉴즈 등이 주연으로 출연하였고 제이슨 오말리 등이 제작에 참여하였다.
미국에서 1990년 개봉되었다. 필리핀에서는 1992년 1월 Forever Love라는 제목으로 개봉되었다.

## 출연

### 주연
- 브룩 쉴즈
- 제이슨 오말리
- 쉐릴린 펜

### 조연
- 안소니 프란시오사
- 버트 영
- 존 비지
- 조셉 비지
- 토니 필즈
- 닉 카사베츠

## 기타
- 미술: 조지 코스텔로
- 의상: 엘리자베스 스콧
- 배역: 마이클 커틀러